# Reprezentacja Słowenii na Mistrzostwach Świata w Narciarstwie Klasycznym 2011
Reprezentacja Słowenii na Mistrzostwach Świata w Narciarstwie Klasycznym 2011 liczyła 22 sportowców.

## Medale

### Złote medale
Brak

### Srebrne medale
Brak

### Brązowe medale
Biegi narciarskie kobiet, sprint techniką dowolną: Petra Majdič
Skoki narciarskie mężczyzn, skocznia duża drużynowo: Peter Prevc, Jurij Tepeš, Jernej Damjan, Robert Kranjec

## Wyniki

### Biegi narciarskie mężczyzn
Sprint
- Boštjan Klavžar - odpadł w kwalifikacjach

Bieg łączony na 30 km
- Rok Tršan - nie ukończył

Sprint drużynowy
- Boštjan Klavžar, Rok Tršan - 17. miejsce

### Biegi narciarskie kobiet
Sprint
- Petra Majdič - 3. miejsce
- Vesna Fabjan - 4. miejsce
- Alenka Čebašek - 19. miejsce
- Katja Višnar - 21. miejsce

Bieg łączony na 15 km
- Barbara Jezeršek - 20. miejsce

Bieg na 10 km
- Petra Majdič - 13. miejsce
- Vesna Fabjan - 41. miejsce
- Anja Eržen - 44. miejsce
- Alenka Čebašek - 46. miejsce

Sprint drużynowy
- Petra Majdič, Katja Višnar - 5. miejsce

Sztafeta 4x5 km
- Petra Majdič, Vesna Fabjan, Anja Eržen, Barbara Jezeršek - 7. miejsce

Bieg na 30 km
- Barbara Jezeršek - 22. miejsce
- Mirjam Cossettini - 28. miejsce

### Kombinacja norweska
Konkurs indywidualny HS 106/10 km
- Marjan Jelenko - 27. miejsce
- Mitja Oranič - 36. miejsce
- Gašper Berlot - 37. miejsce
- Jože Kamenik - 54. miejsce

Konkurs drużynowy HS 106/4x5 km
- Marjan Jelenko, Mitja Oranič, Gašper Berlot, Jože Kamenik - 8. miejsce

Konkurs indywidualny HS 134/10 km
- Gašper Berlot - 29. miejsce
- Marjan Jelenko - 39. miejsce
- Jože Kamenik - 41. miejsce
- Mitja Oranič - nie wystartował

Konkurs drużynowy HS 134/4x5 km
- Marjan Jelenko, Mitja Oranič, Gašper Berlot, Jože Kamenik - 10. miejsce

### Skoki narciarskie mężczyzn
Konkurs indywidualny na skoczni normalnej
- Peter Prevc - 17. miejsce
- Robert Kranjec - 32. miejsce
- Mitja Mežnar - 40. miejsce
- Jernej Damjan - odpadł w kwalifikacjach

Konkurs drużynowy na skoczni normalnej
- Peter Prevc, Robert Kranjec, Mitja Mežnar, Jernej Damjan - 6. miejsce

Konkurs indywidualny na skoczni dużej
- Jernej Damjan - 13. miejsce
- Jurij Tepeš - 20. miejsce
- Robert Kranjec - 23. miejsce
- Peter Prevc - 25. miejsce

Konkurs drużynowy na skoczni dużej
- Peter Prevc, Jurij Tepeš, Jernej Damjan, Robert Kranjec - 3. miejsce

### Skoki narciarskie kobiet
Konkurs indywidualny na skoczni normalnej
- Eva Logar - 4. miejsce
- Maja Vtič - 5. miejsce
- Špela Rogelj - 21. miejsce
- Anja Tepeš - 30. miejsce